# Gephyrota
Genre
Synonymes
- Gephyra L. Koch, 1875 nec Walker, 1859

Gephyrota est un genre d'araignées aranéomorphes de la famille des Philodromidae.

## Distribution
Les espèces de ce genre se rencontrent en Asie du Sud, en Asie du Sud-Est, en Afrique de l'Ouest et en Australie.

## Liste des espèces
Selon World Spider Catalog (version 25.5, 07/02/2025) :
- Gephyrota candida (Simon, 1895)
- Gephyrota glauca (Jézéquel, 1966)
- Gephyrota limbata (L. Koch, 1875)
- Gephyrota nigrolineata (Simon, 1909)
- Gephyrota pudica (Simon, 1906)
- Gephyrota virescens (Simon, 1906)

## Systématique et taxinomie
Gephyra L. Koch, 1875 préoccupé par Gephyra Walker, 1859, a été remplacé par Gephyrota par Strand en 1932.

## Publications originales
- Strand, 1932 : « Miscellanea nomenklatorica zoologica et palaeontologica, III. » Folia Zoologica et Hydrobiologica, vol. 4, p. 133-147.
- L. Koch, 1875 : Die Arachniden Australiens. Nürnberg, vol. 1, p. 577-740 (texte intégral).